# Cervecería Cuauhtémoc
Cervecería Cuauhtémoc, S. A. es una empresa mexicana de bebidas alcohólicas fundada el 8 de noviembre de 1890 por Isaac Garza Garza y Francisca Muguerza Crespo, con el apoyo de José A. Muguerza Crespo, Joseph M. Schnaider y Francisco Sada Gómez en la ciudad de Monterrey, Nuevo León, México, como parte clave de la empresa FEMSA.
Sus productos eran elaborados en seis plantas cerveceras ubicadas en diferentes ciudades de México, como Monterrey, Nuevo León, Guadalajara, Jalisco,  Tecate, Baja California, Culiacán, Sinaloa, Toluca, Estado de México, Nogales, Sonora y la Ciudad de México. Además, contó con dos malterías, una en Monterrey y otra en Mexicali, Baja California. En 1985, se fusionó con la Cervecería Moctezuma para crear la Cervecería Cuauhtémoc Moctezuma. El 11 de enero de 2010, FEMSA, propietaria de la rama cervecera, vendió la Cervecería Cuauhtémoc Moctezuma al grupo cervecero holandés Heineken International por la participación del 20% de las acciones de la empresa. La transacción se concretó por $7.700 millones de dólares y cedió el 100% del negocio en México y el 83% en Brasil.

## Historia

### Inicios
En 1886 Isaac Garza viajó junto con José Calderón Penilla a San Luis, Misuri, en donde se entrevistaron con Joseph M. Schnaider para distribuir cerveza en la empresa José Calderón y Cía. con el eventual compromiso de abrir una planta para fabricar este producto. De esta manera se organizó la Cervecería León que comenzó a fabricar sus primeros productos de forma artesanal.
Con el fallecimiento de José Calderón Penilla, en 1889 su esposa Doña Francisca Muguerza Crespo toma las riendas de José Calderón y Cía. y con el apoyo de su hermano José A. Muguerza Crespo y cuñado Francisco Sada Gómez deciden junto a Isaac Garza fundar una nueva empresa bajo el nombre de Fábrica de Hielo y Cerveza Cuauhtémoc aprovechando el apoyo otorgado por el gobernador Bernardo Reyes quien decretó la exención de impuestos por veinte años y facilidades para los industriales. Es así que la nueva empresa introduce al mercado nacional la cerveza Carta Blanca con tapón de corcho reforzado con alambre.
Al tener Joseph M. Schnaider experiencia en la maquinaria y elaboración de cerveza se dedicó a supervisar la obra encomendado a empresas de San Antonio, Texas la construcción de la planta, en una superficie de veinte hectáreas, bajo las especificaciones del diseño del arquitecto de O. J. Wilhelmi reemplazado posteriormente por el arquitecto Ernest Jansen quién utilizó parcialmente los diseños de Wilhelmi. La producción de cerveza inició a finales de 1892.

### 1900 - 1919
La cervecería comenzó con una inversión inicial de 125 000 pesos y una producción anual de 60 000 barriles de cerveza y 8 toneladas de hielo. En 1903 tenía una plantilla laboral aproximada de 650 obreros y 40 empleados, su producción anual era de 100 000 barriles y una capacidad para producir diariamente 80 000 botellas y 365 toneladas de hielo, ese mismo año se reemplazó el uso de corcho por hermetapa. En 1909 su producción fue de 300 000 barriles de cerveza anuales, con una capacidad diaria para embotellar 300 000 unidades y una producción diaria de 750 toneladas de hielo, su plantilla laboral creció a 1 500 obreros. El diseño del edificio de la cervecería, construido , estuvo a cargo del arquitecto Ernest C. Jansen.
Debido a la calidad de sus productos, la cervecería fue designada para presidir el Jurado Internacional de Cervezas en la Exposición Internacional de Madrid de 1907, así mismo el Rey Alfonso XIII de España concedió a la cervecería el honor de ser Proveedora Real de la Casa autorizando el uso de las armas reales en las etiquetas de sus productos.
En 1912 la cervecería producía más de dieciséis millones de litros de cerveza. Su Consejo Administrativo era presidido por Isaac Garza, el secretario era José A. Muguerza, el tesorero José Calderón Muguerza, como vocal José M. Schanider y comisario Francisco G. Sada. 
La Revolución mexicana ocasionó la paralización de muchas empresas y como consecuencia la Cervecería Cuauhtémoc en 1913 se vio obligada a reducir sus negocios clausurando sus agencias, por lo cual perdió clientela; los carrancistas a cargo del general Antonio I. Villarreal se instalaron en la ciudad el 24 de abril de 1914, interviniendo la Cervecería Cuauhtémoc para exigir 500 000 pesos en calidad de préstamo, lo cual no fue posible alcanzar un acuerdo repercutiendo a una baja en la producción de 7 200 000 litros de cerveza, durante el período que duró la ocupación, la cual finalizó el 7 de diciembre de 1914. Desde el exilio la administración de la cervecería procuraba dirigir y atender los negocios sociales y del negocio, hasta donde fuera posible.
Fue hasta el año de 1917 que los accionistas principales regresarían a México y fue en ese momento que se reanudaron las actividades de la empresa, poniendo en práctica diversas estrategias para salir de las dificultades; mejoró la administración, en especial los sistemas de contabilidad; solucionó el problema del transporte comprando vagones de ferrocarril; perfeccionó el sistema de ventas reestructurando gran parte de las deudas y disminución de intereses.
El 10 de marzo de 1918, Isaac Garza junto con Luis G. Sada y Francisco G. Sada, crearon la Sociedad Cooperativa de Ahorros e Inversiones para los Operarios y Empleados de la Cervecería Cuauhtémoc, S. A., hoy Sociedad Cuauhtémoc y Famosa, para beneficio y desarrollo de los trabajadores de la cervecería. Debido a la situación económica del país generada por la revolución mexicana, el presidente Venustiano Carranza creó más impuestos a la cerveza, ocasionando enfrentamientos con los dueños de las 7 cervecerías que existían en la repúblicaː Cervecería Cuauhtémoc, Cervecería Yucateca, Cervecería del Pacífico, Cervecería de Chihuahua, Cervecería Moctezuma, Cervecería Toluca y la de Juan Ohrner en Guadalajara.

### 1920 - 1939
La escasez de materias primas procedentes de Estados Unidos ocasionada por la Primera Guerra Mundial motivó a la instalación de una fábrica de gas carbónico en 1923, y a reconsiderar indispensable sustituir importaciones y producir localmente los insumos para la producción, como fue el caso de departamento de hermetapas que se decidió crear la empresa Fábricas Monterrey S.A. de C.V. (Famosa) para seguir abasteciendo a Cuauhtémoc y a otras empresas de la región.
La cervecería empezó a desarrollar internamente, departamentos que complementaban e impulsaban la fabricación y distribución de la cerveza, en 1926 se reemplazan las cajas de madera por cartón corrugado por medio del departamento de cajas, mientras que en 1928 se crea otro departamento para el abastecimiento de la malta.
En el año de 1929 es adquirida la Cervecería Central manteniendo su nombre original convirtiéndola en subsidiaria. 
Durante el año 1931 la administración de su distribuidora en el Distrito Federal, Compañía Comercial Distribuidora, es fusionada a Cervecería Central para mantener una sola administradora en la región, siguiendo con su plan de expansión promueven la Compañía Cervecera Veracruzana, S.A. con el fin de expandir su negocio en la región veracruzana logrando en 1933 un acuerdo con la cooperativa de la Cervecería Nogales para producir las marcas de la Cervecería Cuauhtémoc. Los problemas para esta unión vendrían en 1934 cuando la Confederación Regional Obrera Mexicana decide boicotear los productos de la cervecería y suspender relaciones comerciales con la cooperativa, declarándola traidores del proletariado, posteriormente el día 30 de octubre de 1934 se ordenó a los miembros de la CROM que no se consumiera la cerveza León Dorado, Joya, Don Quijote y Monterrey.
La distribución de las cervezas de Cuauhtémoc en la región de Jalisco se realizaban desde la Cervecería Central, la demanda de los productos en el centro y sur del país imposibilitaban cubrir el occidente del país, por lo que se decide llegar a un acuerdo con la Cervecería Occidental en 1935 para que está embotellara los productos de la Cuauhtémoc bajo este contrato surgió la Cervecería del Oeste, S.A. para proveer las materias primas, indicaba las fórmulas de cerveza, vigilaba la calidad de la producción y distribuiría toda la producción de la Cervecería Occidental.
Algunos departamentos internos de la cervecería se constituyeron como empresas independientes, pero relacionadas directamente al proceso de la producción de cerveza, por lo que se decide crear la empresa administradora Valores Industriales (VISA) en 1936, para reemplazar a la cervecería en la administración, desde donde se comenzó a transformar los departamentos con posibilidades de crecimiento, es así que en 1936 se crea Malta, S.A. y Empaques de Cartón Titán, S.A..

### 1940 - 1959
A inicios de 1940 la producción de la Cervecería Cuauhtémoc había superado los 100 millones de litros.
En 1954, se compró el paquete accionario de la Compañía Cervecera de Tecate, S. A. integrándose al portafolio de marcas la cerveza Tecate, ese mismo año la Cervecería Cuauhtémoc decide crecer por medio de la incorporación de otras cervecerías por medio del intercambio accionario evitando de esta manera un desembolso y traspaso de dinero, los socios de las compañías fusionadas recibirian acciones de Cuauhtémoc; las primeras fusiones fueron las fábricas de la Cervecería Central (comprada en 1929 pero no había sido incorporada), Cervecería Nogales y la Cervecería del Oeste, cambiando su denominación a Cervecería Cuauhtémoc.

## Arquitectura

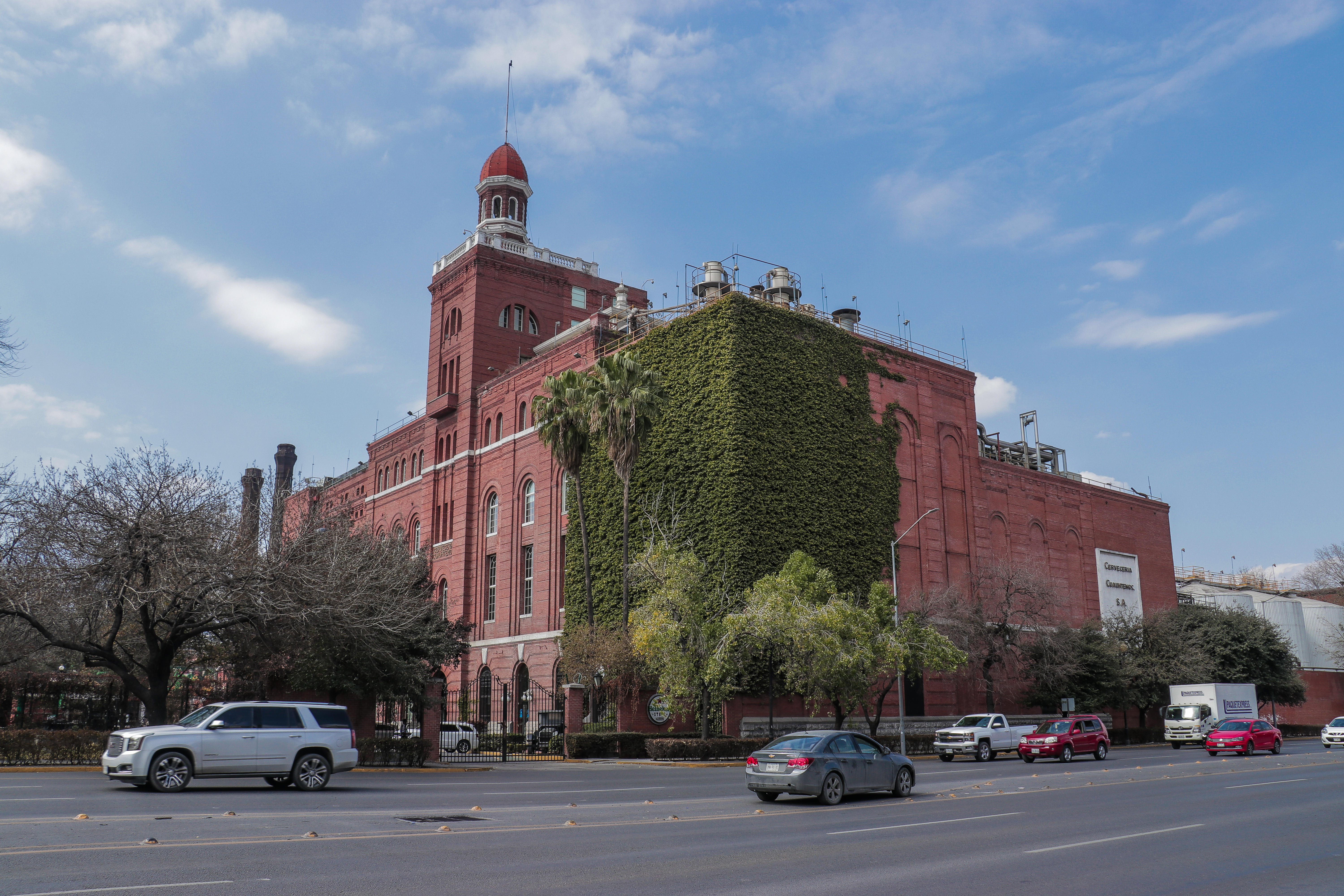
Edificio de Cervecería Cuauhtémoc

El edificio de la Cervecería Cuauhtémoc, ubicado en la avenida Alfonso Reyes en el centro de Monterrey, fue diseñada por el arquitecto Ernest C. Janssen, siguiendo un estilo neoclásico. Su estructura está hecha con vigas de acero dobles en las columnas y forradas de concreto, mientras que la fachada es de ladrillo y mármol negro del Cerro del Topo Chico. 
Fue en este edificio, con una planta baja y cuatro niveles, donde se comenzó a producir cerveza, actividad que se dejó de realizar durante la década de 1940. De 1973 a 2013, albergó el Salón de la Fama de Béisbol Mexicano en el jardín de su cervecería, así como el Museo de Monterrey de 1977 al 2000. Actualmente, se realizan recorridos para conocer la historia y elaboración de cerveza. 

## Cervezas
El 26 de julio de 1901, la Secretaría de Fomento, Colonización e Industria de la República Mexicana le otorgó los derechos de propiedad de las marcas Salvator, Bohemia y Cuauhtémoc.
Los insumos para la producción se obtenían de diversas lugares, como la malta importada desde Washington

## Premios y reconocimientos
- Medalla de Oro a la cerveza Carta Blanca en la Exposición Mundial Colombina de Chicago en 1893.
- Medalla de Oro a la cerveza Carta Blanca en la Exposición de París en 1900.[21]
- Único Gran Premio a la cerveza Carta Blanca en la Exposición Universal de San Luis en Misuri en 1904.
- Único Gran Premio a la cerveza Carta Blanca en la Exposición Universal de Milán en 1906.

## Constitución de un holding
El 30 de mayo de 1936 se constituye Valores Industriales como la primera Sociedad Controladora (Holding) bajo el proyecto jurídico formulado por Manuel Gómez Morín, con el fin de consolidar las empresas de la Cervecería Cuauhtémoc y Fábricas Monterrey S.A. de C.V. (Famosa) que se estableció para abastecer de hermetapas a Cuauhtémoc.
En 1985 Valores Industriales (VISA) adquiere una participación mayoritaria de la Cervecería Moctezuma y compañías afiliadas a través de la compañía controladora Grupo Cermoc, S.A. de C.V., complicando la situación financiera de VISA, por lo que se realizó una reestructura financiera y corporativa, fusionando las cervecerías Cuauhtémoc y Moctezuma en lo que hoy se conoce como Cervecería Cuauhtémoc Moctezuma en diciembre de 1988.